# Parkhotel Kurhaus

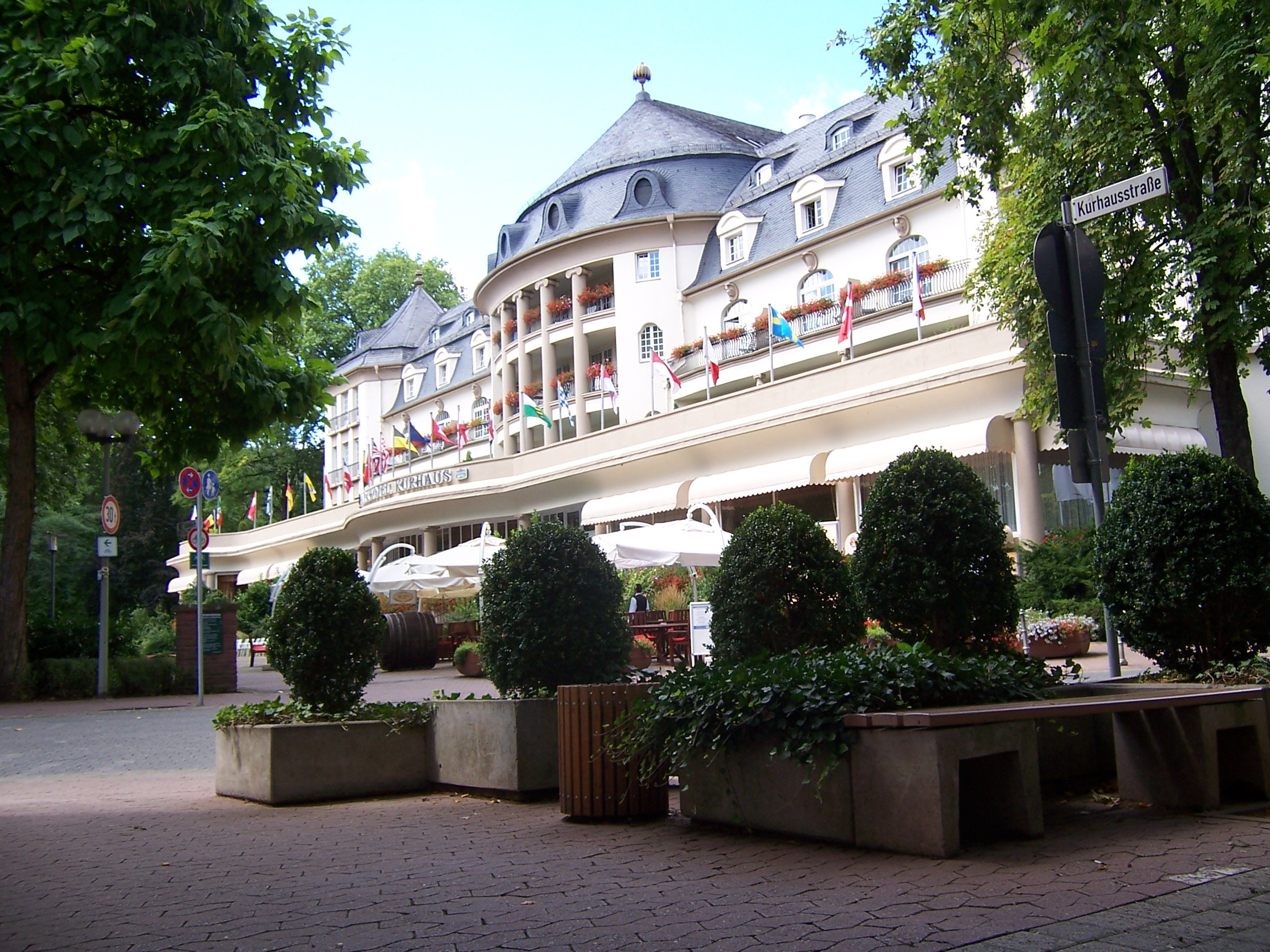
Das Parkhotel Kurhaus in Bad Kreuznach

Das Parkhotel Kurhaus ist das renommierteste Hotel in Bad Kreuznach, welches sich an der Nahe im Kurpark befindet. Das Hotel wird mit über 120 Zimmer geführt. An das Hotel sind die Crucenia-Thermen, ein Thermalbad, angeschlossen.

## Geschichte

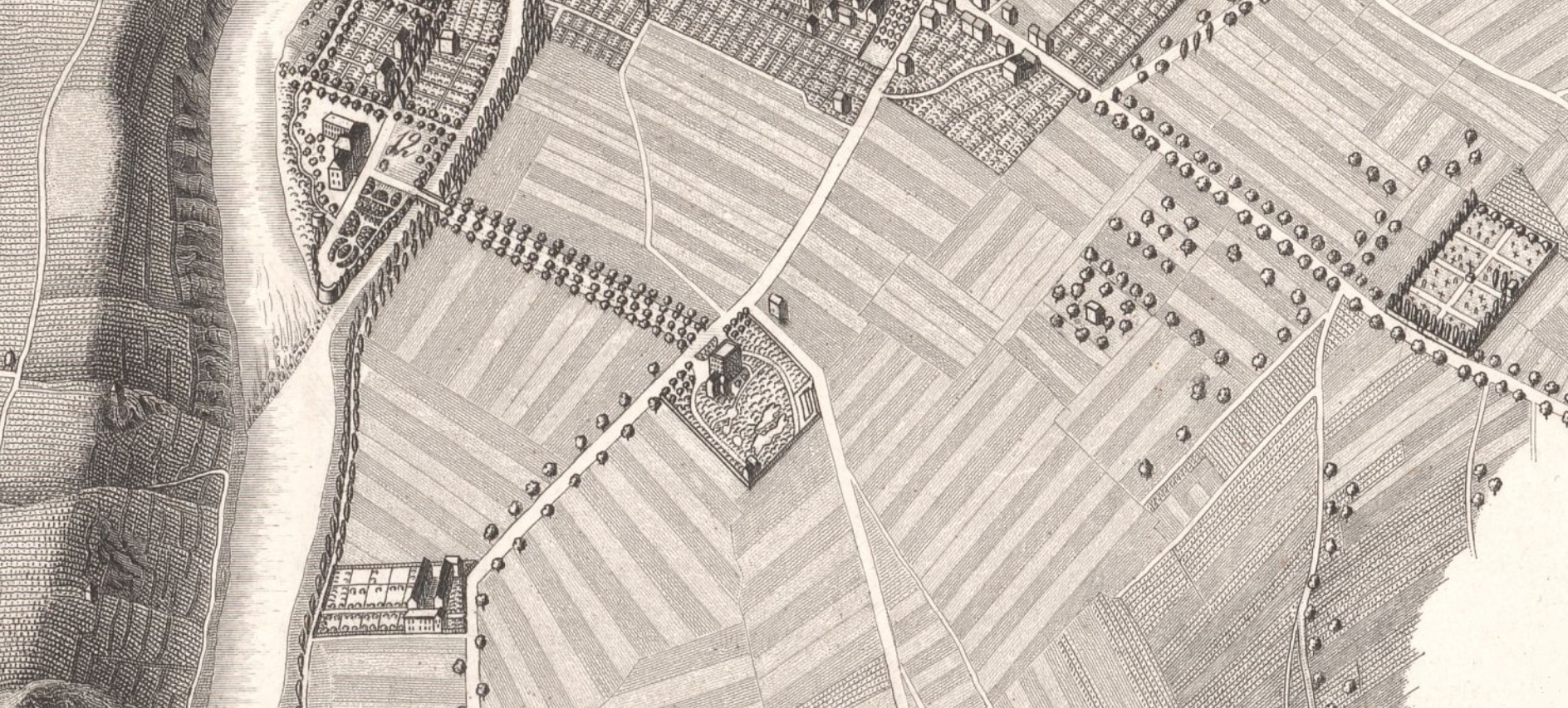
Kursaal, Hotel Oranienhof und Hotel Rheinstein (v. l. n. r.); Stahlstich von Peter Borniger, 1843

1843 wurde das erste Kurhaus im Kurpark eingeweiht. Da sich die Stadt bei den wohlhabenden Kurgästen des 19. Jahrhunderts immer größerer Beliebtheit erfreute, entschloss man sich dazu, das vorhandene Kurhaus abzureißen und an gleicher Stelle ein großes "Palasthotel" zu errichten. Mit der Durchführung beauftragte man Emanuel von Seidl, der das Gebäude im Jugendstil, mit geschwungenen Linien und glatten Fassaden, ausführte. Am 1. Juli 1913 wurde das Hotel eingeweiht.

## 1914 bis 1918
Für 14 Monate, vom 2. Januar 1917 bis zum 8. März 1918, belegte das Große Hauptquartier der Obersten Heeresleitung das Hotel. Der Generalstab war im damaligen Hotel Oranienhof untergebracht. Gleichzeitig bezog Kaiser Wilhelm II, der immer in der Nähe sein wollte, das Kurhaus. Im Wesentlichen widmete er sich aber seinen repräsentativen Pflichten. Er empfing dort Gäste und Verbündete: Ferdinand von Bulgarien, aber auch eine türkische Delegation zu deren Mitgliedern der damals weitgehend unbekannte Mustafa Kemal gehörte. Im ovalen Saal des Hauses dekorierte er persönlich erfolgreiche Offiziere. Dort erhielt Manfred Freiherr von Richthofen den Pour le Mérite aus der Hand des Kaisers. Aufgrund des Nahehochwassers 1918 wurde das große Hauptquartier der obersten Heeresleitung nach Spa in Belgien verlegt.

## 1919 bis 1945
Von 1918 bis 1923 war das Kurhaus das Hauptquartier der französischen Armee im Rheinland. Ein dreigeschossiger Erweiterungsbau wurde 1929/30 von Karl Roth errichtet.

## 1946 bis heute
Am 26. November 1958 trafen sich Charles de Gaulle und Konrad Adenauer im Kurhaus, um über die Deutsch-französischen Beziehungen zu beraten. Es war die erste Begegnung der beiden großen europäischen Staatsmänner auf deutschem Boden. Vorausgegangen war ein Besuch Adenauers auf dem Landsitz de Gaulles in Colombey-les-Deux-Églises, am 14. September 1958.
1984 trafen sich Bundeskanzler Helmut Kohl und der französische Präsident François Mitterrand im Kurhaus.
Durch die beiden Nahehochwasser 1993 und 1995 wurde das Hotel überflutet.
Das Parkhotel Kurhaus war häufiger Unterkunft für die Sommer-Traingslager von internationalen Fußballmannschaften, u. a. von Arsenal F.C., Getafe C.F., FC Groningen und Málaga C.F. Zur Gästeliste des Hauses zählen darüber hinaus zahlreiche Politiker, Künstler und Musiker: Bundespräsident Roman Herzog, Bundeskanzlerin Angela Merkel sowie u. a. Uriah Heep, Mannfred Mann’s Earthband, Bonnie M, Foreigner, Konstantin Wecker, Mario Adorf und Dieter Hildebrandt sowie der Nobelpreisträger Werner Forßmann und der Bergsteiger Arved Fuchs.
Das Haus wurde 1958, 1978 und 1996 sowie ab 2015 die Zimmer und Tagungsräume renoviert.

## Bilder

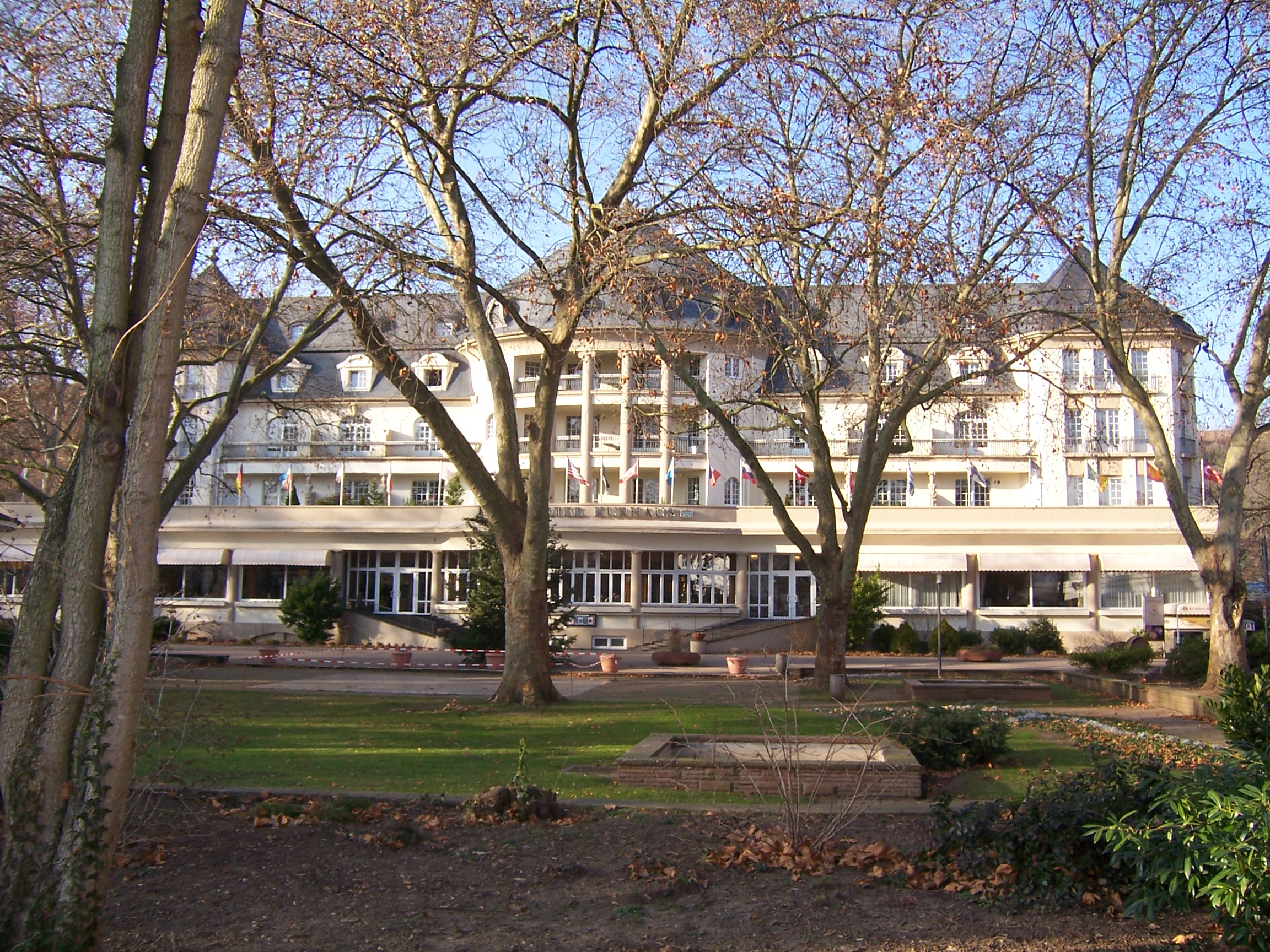
Parkhotel Kurhaus
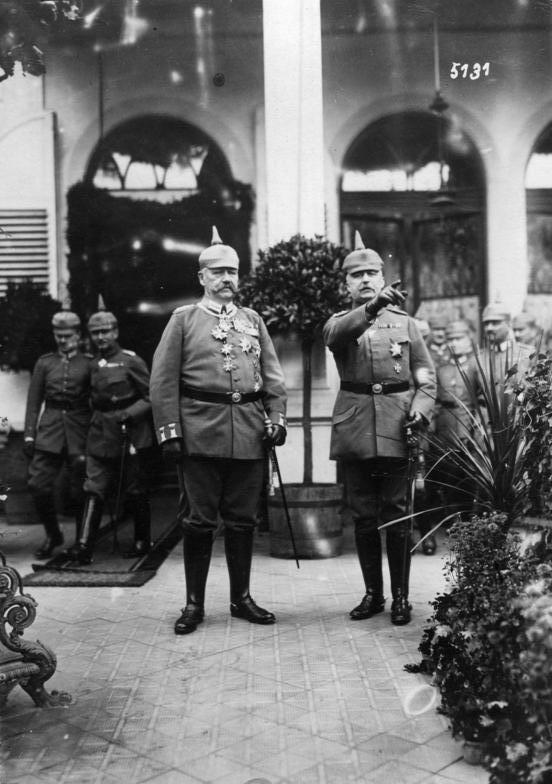
Paul von Hindenburg und Erich Ludendorff im Kurhaus
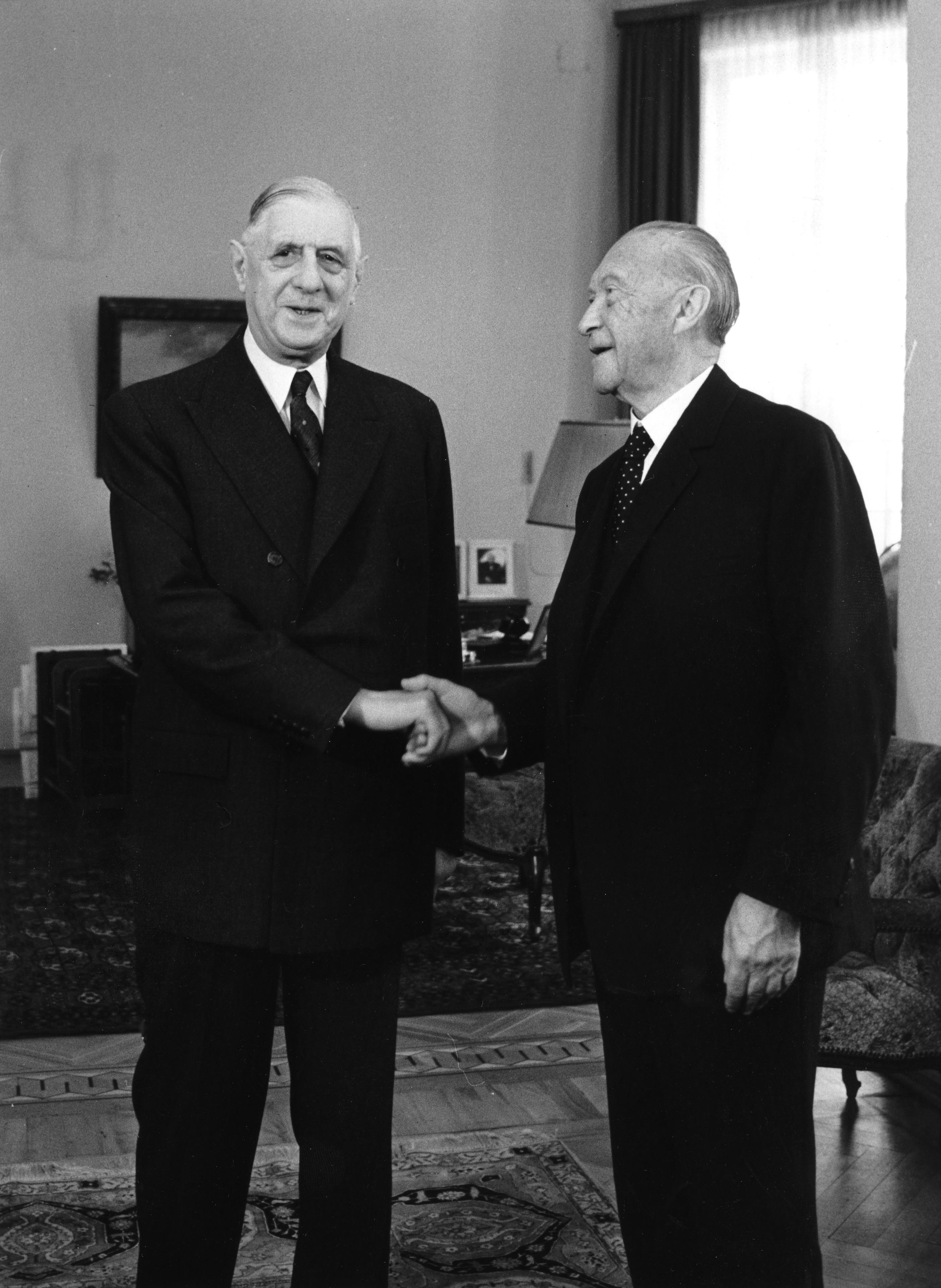
Charles de Gaulle und Konrad Adenauer in Bonn, am 4. Juli 1963